# Phosphatherium

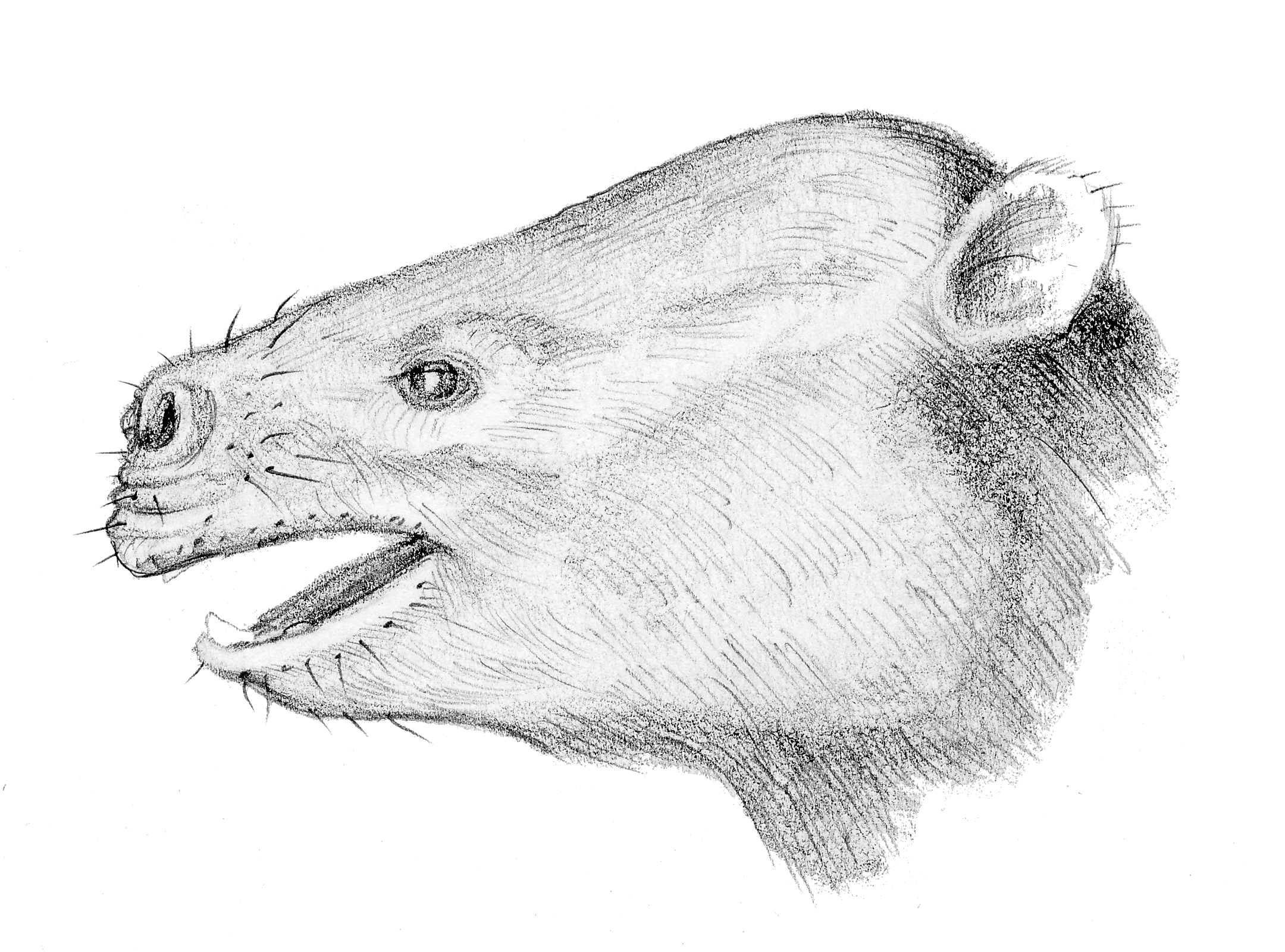
Реконструкція голови

Phosphatherium escuillei — це базальний хоботний, який жив із пізнього палеоцену до ранніх етапів іпрського періоду до раннього танетського періоду близько 56 мільйонів років тому в Північній Африці. Дослідження показали, що Phosphatherium існував протягом еоценового періоду.